# 小出ミカ
小出 ミカ（こいで みか、1978年12月10日 - ）は、日本の女優。

## 人物
愛知県出身。身長166cm。趣味はカメラ、手話。
2008年に一般人男性と結婚。
2014年に一児を出産。
2023年9月、所属事務所がアイトゥーオフィスになったと発表された。

## 出演

### 映画
- 大人になったら（監督・園子温）
- STRAY SHEEP（監督・加納周典）
- お前が嫌いだ（監督・加納周典、2005年、NETCINEMA.TV）
- きみの秘密、僕のこころ（監督・窪田崇）
- 星屑夜曲（監督・外山文治）
- 水霊〜ミズチ〜アナザストーリー水霊縁起録
- ほんとにあった怖い話 怨霊 第3話『葬儀屋が見たもの』
- 怪談 壱 職場怪談
- Benisachi（監督・篠原哲雄）
- 眉山-びざん-（監督・犬童一心）
- ゼロの焦点（監督・犬童一心）
- ゆずり葉-君もまた次のきみへ-（監督・早瀨憲太郎）
- ガール（監督・深川栄洋）

### オリジナルビデオ
- ほんとにあった! 呪いのビデオ 戦慄投稿 BEST 20（2004年2月6日）

### テレビドラマ
- 神様からひと言（2006年、WOWOW）
- 仮面ライダーカブト 第37話（2006年、テレビ朝日）
- 相棒（テレビ朝日）
  - Season5　第8話「赤いリボンと刑事」（2006年11月）- 長沢智世 役
  - Season7　第7話「最後の砦」（2008年12月）- 高梨加奈 役
  - Season10　第16話「宣誓」（2012年2月）- 屋島真美子 役
  - Season15　第7話「フェイク」（2016年11月）- 保田里佳子 役
- 土曜ワイド劇場 法律事務所2（2008年、テレビ朝日）
- ゲゲゲの女房（2010年6月、NHK）- 妊婦 役
- 外交官・黒田康作（2011年、フジテレビ）- 女性警察官 役
- 絶対零度〜特殊犯罪潜入捜査〜 第7話（2011年、フジテレビ）- 花屋の店員 役
- 陽はまた昇る 第6話（2011年、テレビ朝日）- 秘書 役
- 俺の空 刑事編 第3話（2011年、テレビ朝日）- 山口美智子 役
- 梅ちゃん先生 第5週（2012年、NHK）- 看護婦 役
- VISION-殺しが見える女- 第5話（2012年、読売テレビ）- 撮影スタッフ 役
- 潜入探偵トカゲ 第5話（2013年、TBS） - 松木知世 役
- 八重の桜 （2013年、NHK）- 依田まき子 役
- 刑事7人 第6話（2015年、テレビ朝日）- 三輪友里 役
- 明日の約束（2017年）- 辻千冬 役
- 孤独のグルメ Season6 第9 話 2017年6月10日、テレビ東京） - 家族客・母 役
- フランケンシュタインの恋（2017年） ‐ 津軽花澄 役
- コンフィデンスマンJP（2018年）- 宮下陽子 役
- いだてん〜東京オリムピック噺〜（2019年） - 犬養仲子 役
- 同期のサクラ（2019年） - サクラの母 役
- アライブ がん専門医のカルテ（2020年） - 川谷美沙 役
- 世にも奇妙な物語 「燃えない親父」（2020年） ‐ 松田茉莉花 役
- ミステリと言う勿れ 第2話（2022年1月17日、フジテレビ） - ナナの母 役
- すきすきワンワン!（2023年） - 雪井マキ（炬太郎の母） 役

### CM
- グリコ乳業 とろ〜りクリームonプリン
- キヤノン IXY DEGIC II
- ActOnTV スカイパーフェクTV!
- 公営交通ポスター
- デルコンピューター
- H.I.S
- アミノバイタル
- 日経新聞電子版
- EPSON
- メットライフアリコ安心できた篇
- ネスレ
- 小林製薬

### PV
- ソンミン 「ANOTHER WISH」
- 徳永英明 「恋におちて -Fall in love-」
- 氣志團 「SECRET LOVE STORY」
- People In The Box　「天使の胃袋」
- ケツメイシ　「聖なる夜に」

### ラジオ
- 円都通信（東京FM系）ラッセ・ハルストレムがうまく言えない（2004年）